# 정삼각형 테셀레이션
| 정삼각형 타일링     | 정삼각형 타일링                      |
| ------------------- | ------------------------------------ |
| 정삼각형 테셀레이션 |                                      |
| 종류                | 정다각형 타일링                      |
| 꼭짓점 배치         | 3.3.3.3.3.3 (or 36)                  |
| 면 배치             | V6.6.6 (or V63)                      |
| 슐레플리 기호       | {3,6} {3[3]}                         |
| 위토프 기호         | 6 \| 3 2 3 \| 3 3 \| 3 3 3           |
| 콕서터 다이어그램   | · = ·                                |
| 대칭                | p6m, [6,3], (*632)                   |
| 회전 대칭           | p6, [6,3]+, (632) p3, [3[3]]+, (333) |
| 쌍대                | 정육각형 타일링                      |
| 특성                | 점추이, 변추이, 면추이               |
|                     |                                      |

기하학에서 삼각형 타일링(영어: triangular tiling) 또는 삼각형 테셀레이션은 유클리드 평면에서 세 정다각형 타일링 중 하나이다. 정삼각형의 한 각은 60도 이기 때문에 한 점에 정삼각형 6개가 있어야 360도를 채울 수 있다. 삼각형 타일링의 슐레플리 기호는 {3,6}이다.
콘웨이는 이것을 삼각형 모양의 그리스 문자 델타(Δ)에서 이름을 따 델타일(deltile)이라고 불렀다. 정삼각형 타일링은 또한 육각타일(hextille)에 면을 중심점과 삼각형으로 바꾸는 키스(kis) 연산자 때문에 키스육각타일(kishextile)이라고도 불린다.
이것은 평면에서의 세 정다각형 테셀레이션 중 하나이다. 나머지 둘은 정사각형 타일링과 정육각형 타일링이다.

## 균일 색칠
삼각형 타일링은 9가지의 구분되는 균일 색칠이 있다. (꼭짓점 주위의 6개의 정삼각형의 색을 이름 붙이면 111111, 111112, 111212, 111213, 111222, 112122, 121212, 121213, 121314) 이 중 세 개는 다른 색칠에서 같은 색을 써서 만들 수 있다: 111212와 111112는 121213에서 1과 3을 결합하여 만들 수 있고, 그리고 111213은 121314를 줄인 것이다.
111112(* 표시 한 것)는 아르키메데스 색칠이다. 아르키메데스 색칠은 1-균일이 아니고, 다른 모든 세번째 정삼각형이 칠해진 정삼각형의 열이 있다. 표시된 예는 2-균일이지만 열을 이동시킨 이런 아르키메데스 색칠이 무한히 많이 있다.
| 111111     | 121212      | 111222     | 112122    | 111112(*) |
|            |             |            |           |           |
| p6m (*632) | p3m1 (*333) | cmm (2*22) | p2 (2222) | p2 (2222) |

| 121213     | 111212     | 111112     | 121314   | 111213   |
|            |            |            |          |          |
| p31m (3*3) | p31m (3*3) | p31m (3*3) | p3 (333) | p3 (333) |

## A2 격자와 원 채우기

A 격자를 세 개의 정삼각형 격자로 나타내었다: + +

정삼각형 격자의 꼭짓점 배열은 A2 격자라고 불린다. 이것은 단체 벌집의 2차원 경우이다.
A*
2 격자(A3
2라고도 함)는 A2 격자 세 개의 결합으로 구성될 수 있으며, A2 격자와 동일하다.
 +  +  =  의 쌍대 = 
정삼각형 격자의 꼭짓점은 가장 조밀한 원 채우기의 중심들이다. 모든 원은 채우기에 있는 다른 원 6개와 접촉한다(입맞춤 수). 채우기 밀도는 π⁄√12 또는 90.69%이다. A2 격자 세 개의 결합은 여전히 A2 격자이기 때문에, 원 채우기는 3색의 원으로 주어질 수 있다.
정삼각형 타일링의 보로노이 셀은 육각형이고, 보로노이 테셀레이션인 정육각형 타일링은 원 채우기에 직접적으로 대응된다.
| A2 격자 원 채우기 | A* 2 격자 원 채우기 |
| ----------------- | ------------------- |
|                   |                     |

## 기하학적 변형
정삼각형 채우기는 동등한 {3,6} 토폴로지를 (모든 꼭짓점 주변에 정삼각형이 6개가 있는) 정다각형 타일링으로 만들 수 있다. 동일한 면(면-전이성)과 점-전이성이 있는 5가지 변형이 있다. 대칭은 모든 면의 색이 같다고 가정한다.

부등변삼각형 p2 대칭
부등변삼각형 pmg 대칭
이등변삼각형 cmm 대칭
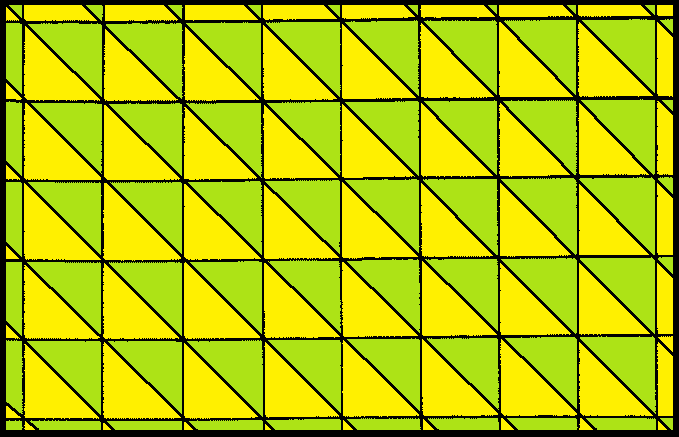
직각삼각형 cmm 대칭
정삼각형 p6m 대칭

## 관련된 다면체와 타일링
삼각형 타일링은 다면체와 관련이 있다. 꼭짓점에 적은 정삼각형을 두면 틈이 생겨서 각뿔로 접힐 수 있게 된다. 이것들은 정다면체로 확장 될 수 있다: 꼭짓점에 정삼각형이 5개, 4개, 그리고 3개일 때는 각각 정이십면체, 정팔면체, 그리고 정사면체를 정의한다.
이 타일링은 슐레퓰리 기호 {3,n}인 쌍곡평면으로 계속되는 정다면체의 수열과 위상적으로 관계가 있다.
| *정다각형 타일링의 n32 대칭 변형: {3,n} | *정다각형 타일링의 n32 대칭 변형: {3,n} | *정다각형 타일링의 n32 대칭 변형: {3,n} | *정다각형 타일링의 n32 대칭 변형: {3,n} | *정다각형 타일링의 n32 대칭 변형: {3,n} | *정다각형 타일링의 n32 대칭 변형: {3,n} | *정다각형 타일링의 n32 대칭 변형: {3,n} | *정다각형 타일링의 n32 대칭 변형: {3,n} | *정다각형 타일링의 n32 대칭 변형: {3,n} | *정다각형 타일링의 n32 대칭 변형: {3,n} | *정다각형 타일링의 n32 대칭 변형: {3,n} | *정다각형 타일링의 n32 대칭 변형: {3,n} |
| 구면                                    | 구면                                    | 구면                                    | 구면                                    | 유클리드.                               | 콤팩트 쌍곡.                            | 콤팩트 쌍곡.                            | 파라콤팩트.                             | 콤팩트하지 않은 쌍곡                    | 콤팩트하지 않은 쌍곡                    | 콤팩트하지 않은 쌍곡                    | 콤팩트하지 않은 쌍곡                    |
| --------------------------------------- | --------------------------------------- | --------------------------------------- | --------------------------------------- | --------------------------------------- | --------------------------------------- | --------------------------------------- | --------------------------------------- | --------------------------------------- | --------------------------------------- | --------------------------------------- | --------------------------------------- |
|                                         |                                         |                                         |                                         |                                         |                                         |                                         |                                         |                                         |                                         |                                         |                                         |
| 3.3                                     | 3                                       | 34                                      | 35                                      | 36                                      | 37                                      | 38                                      | 3∞                                      | 312i                                    | 39i                                     | 36i                                     | 33i                                     |

또한 꼭짓점 배치가 Vn.6.6이고 마찬가지로 쌍곡평면으로 계속되는 카탈랑의 다면체의 수열의 일부와도 위상적으로 관계가 있다.
| V3.6.6 | V4.6.6 | V5.6.6 | V6.6.6 | V7.6.6 |

### 정육각형과 정삼각형 타일링에서 위토프 구성
정육각형 테셀레이션(또는 이중 정삼각형 타일링)을 기반으로 하는 고른 다면체 같은 8가지의 고른 테셀레이션이 있다.
타일의 면에 빨간색을 칠하고, 꼭짓점에 노란색, 모서리에 파란색을 칠하면 8가지 형태가 있고, 7개는 위상적으로 구분된다. (깍은 정삼각형 타일링은 위상적으로 정육각형 테셀레이션과 동일하다.)
| 고른 육각/삼각 타일링 | 고른 육각/삼각 타일링 | 고른 육각/삼각 타일링 | 고른 육각/삼각 타일링 | 고른 육각/삼각 타일링 | 고른 육각/삼각 타일링 | 고른 육각/삼각 타일링 | 고른 육각/삼각 타일링 | 고른 육각/삼각 타일링 |
| 기본 영역             | 대칭: [6,3], (*632)   | 대칭: [6,3], (*632)   | 대칭: [6,3], (*632)   | 대칭: [6,3], (*632)   | 대칭: [6,3], (*632)   | 대칭: [6,3], (*632)   | 대칭: [6,3], (*632)   | [6,3]+, (632)         |
| --------------------- | --------------------- | --------------------- | --------------------- | --------------------- | --------------------- | --------------------- | --------------------- | --------------------- |
| 기본 영역             | {6,3}                 | t{6,3}                | r{6,3}                | t{3,6}                | {3,6}                 | rr{6,3}               | tr{6,3}               | sr{6,3}               |
| 기본 영역             |                       |                       |                       |                       |                       |                       |                       |                       |
|                       |                       |                       |                       |                       |                       |                       |                       |                       |
| 꼭짓점 배치           | 63                    | 3.12.12               | (6.3)2                | 6.6.6                 | 36                    | 3.4.6.4               | 4.6.12                | 3.3.3.3.6             |

| 콕서터           |        |         |        |         |        |         |       |             |
| 그림 꼭짓점 도형 | (3.3)3 | 3.6.3.6 | (3.3)3 | 3.6.3.6 | (3.3)3 | 3.6.3.6 | 6.6.6 | 3.3.3.3.3.3 |

## 관련된 복합 정 무한각형
정삼각형 타일링의 꼭짓점을 공유하는 복합 정 무한각형이 4가지가 있다. 복합 정 무한각형은 꼭짓점과 모서리가 있고, 모서리는 2개 또는 그 이상의 꼭짓점을 포함한다. 정 무한각형 p{q}r 는 다음으로 구성된다: 1/p + 2/q + 1/r = 1. 모서리는 꼭짓점이 p 개가 있으며, 꼭짓점 도형은 r각형이다.
처음은 2-모서리로 이루어져있고, 다음의 둘은 정삼각형의 모서리이며 마지막은 정육각형 모서리와 겹친다.
|            |            |            |            |
| 2{6}6 또는 | 3{4}6 또는 | 3{6}3 또는 | 6{3}6 또는 |

### 다른 삼각형 타일링
한 종류의 삼각형으로 이루어진 세 종류의 라브스 테셀레이션이 있다:
| Kisrhombille 30°-60°-90° 직각삼각형 | Kisquadrille 45°-45°-90° 직각삼각형 | Kisdeltile 30°-30°-120° 정삼각형 |

## 같이 보기
- 정다각형 타일링